# 庫諾·霍夫邁斯特
庫諾·霍夫邁斯特（德語：Cuno Hoffmeister，1892年2月2日—1968年1月2日）是一名德國天文學家，變星、彗星和小行星的觀測者和發現者，也是松訥貝格天文台的創辦人。
霍夫邁斯特於1892年出生在松訥貝格，父親是卡爾·霍夫邁斯特（Carl Hoffmeister），母親是瑪麗·霍夫邁斯特（Marie Hoffmeister），他在1905年獲得了自己的第一台望遠鏡，並成為了一名狂熱的業餘天文學家。1914年，他的父親失去了大部分資金，霍夫邁斯特不得不在1916年離開學校，開始在父親的公司當學徒。在這段期間，他繼續學習球面數學和三角學。1915年4月，他有機會代替恩斯特·哈特維希（Ernst Hartwig）在班貝格的雷邁斯天文台擔任助理，當時該職位的現任人員正在應徵，他主要從事流星和變星的觀測工作。他在這個職位上一直工作到戰爭結束，然後搬回松訥貝格，並於1920年在那裡取得了學位。
霍夫邁斯特在耶拿大學就讀期間，同時繼續從事商人工作，並於1927年獲得博士學位。在這段期間，他已經開始建造後來的松訥貝格天文台。博士畢業後，他搬回松訥貝格，並開始擴建天文台。霍夫邁斯特一直在天文台工作到去世，儘管天文台在第二次世界大戰後失去了大部分的設備，而他也因為天文台成為東德科學學院的一部分而被摒棄。霍夫邁斯特一直擔任天文台台長直到去世。在他的一生中，他在支持業餘天文愛好者觀測夜光雲、極光和夜光方面發揮了重要作用。

## 發現
| 2183 Neufang   | 1959年7月26日 |
| 3203 Huth      | 1938年9月18日 |
| 3674 Erbisbühl | 1963年9月13日 |
| 4183 Cuno      | 1959年6月5日  |
| 4724 Brocken   | 1961年1月18日 |

在他活躍的天文學家生涯中，霍夫邁斯特在松訥貝格天文台拍攝的100,000多張照片上發現了大約10,000顆變星。小行星中心認為他在1938年到1963年間發現了5顆小行星。他還在1959年共同發現了雙曲彗星C/1959 O1。

## 榮譽
霍夫梅斯特隕石坑和小行星1726、小行星4183以他的名字命名（M.P.C. 3933 and 18307）。另外還有仙後座的霍夫邁斯特星（V442 = Sonneberg 9484）和位於20h47m/-42°的霍夫邁斯特雲。

## 外部連結
- Cuno Hoffmeister, Mitteilungen der Astronomischen Gesellschaft 24, 5
- Cuno Hoffmeister, Irish Astronomical Journal 9, 169